# Deutscher Soldatenfriedhof Verlinghem

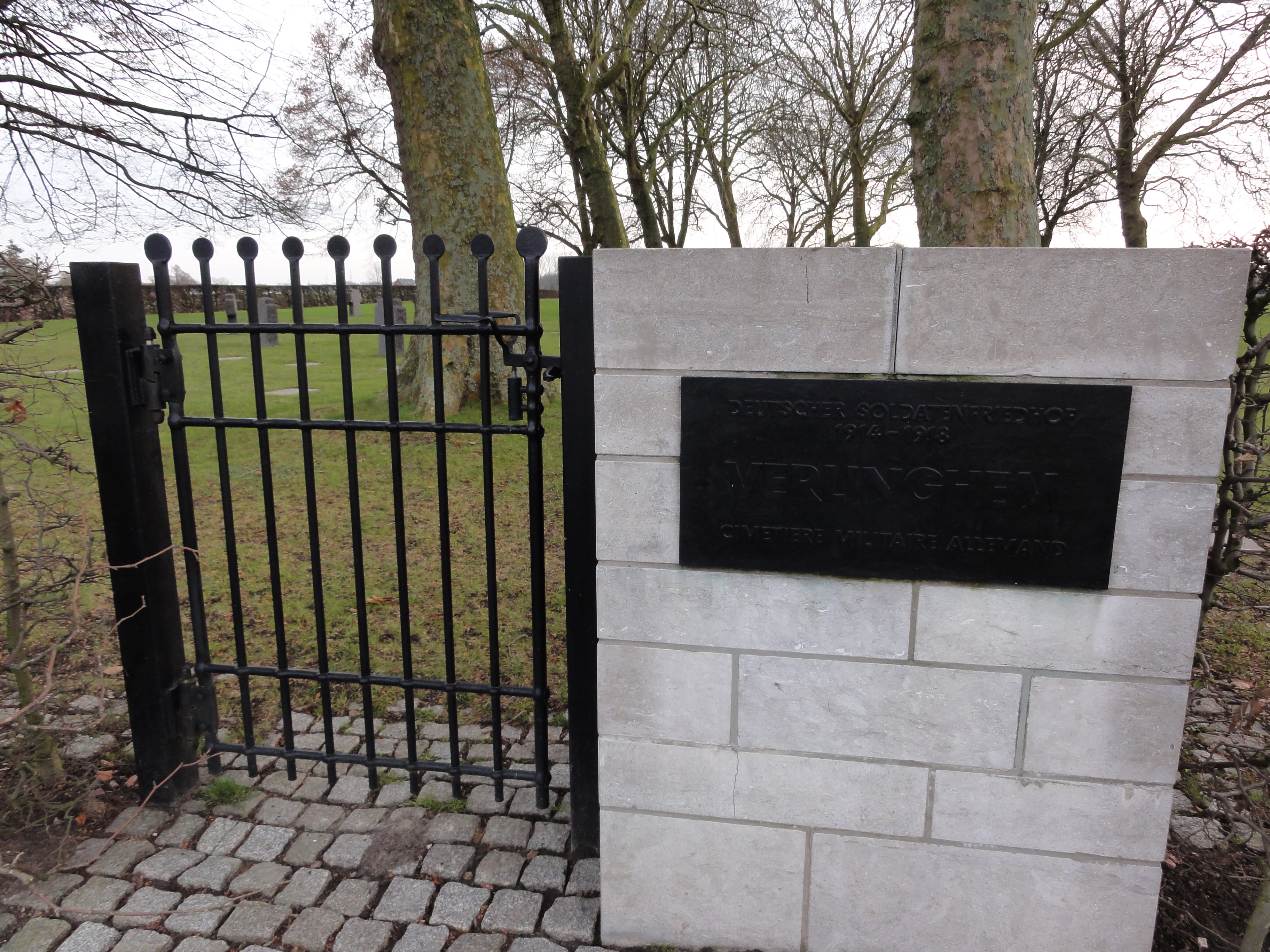
Ingang

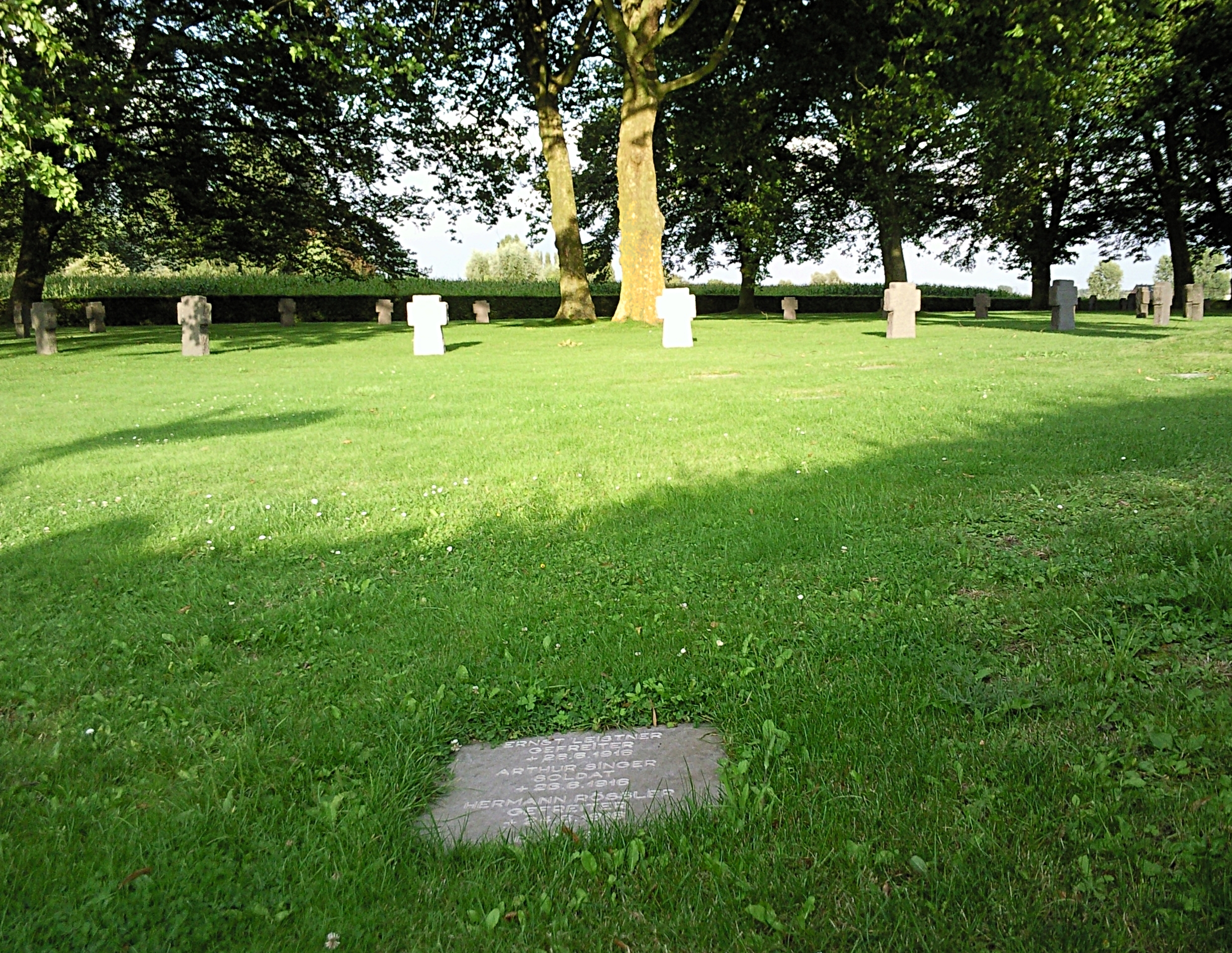
Deutscher Soldatenfriedhof Verlinghem

Het Deutscher Soldatenfriedhof Verlinghem is een militaire begraafplaats in de Franse gemeente Verlinghem. Er rusten 1.157 Duitse soldaten die sneuvelden in de Eerste Wereldoorlog, waarvan een onbekend bleef. De begraafplaats ligt net ten zuiden van dorpscentrum, langs de weg naar Pérenchies. De begraafplaats heeft een rechthoekig grondplan. Platte stenen in gras tonen de graven en de namen. Daartussen staan enkele stenen kruisjes. Het is een begraafplaats van de Volksbund Deutsche Kriegsgräberfürsorge.
Verlinghem lag tijdens de oorlog nabij het Westfront. De begraafplaats werd door de Duitsers gestart in april 1916. Hier werden verschillende soldaten begraven die sneuvelden bij de Britse offensieven tijdens de Derde Slag om Ieper in de tweede helft van 1917, tijdens het Duitse Lenteoffensief van april 1918 en tijdens het geallieerde bevrijdingsoffensief van het najaar van 1918. Heel wat gesneuvelden hier overleden in de veldhospitalen van Tourcoing aan hun verwondingen die ze opliepen bij schermutselingen in de stellingenoorlog rond Armentières. Na de oorlog werden zo'n 600 overledenen uit de begraafplaats van de veldhospitalen in Tourcoing hier herbegraven door de Franse militaire overheid.
In 1926 werden eerste aanpassingen aan de begraafplaats uitgevoerd. Eind jaren 60 en begin jaren 70 kwam er een definitief ontwerpen van de Duitse begraafplaatsen. In Verlinghem werd onder meer een nieuwe toegang gemaakt en de houten kruisen werden in 1971 vervangen door naamplaten.